# Петті Герст
Патрісія Кемпбелл Герст (англ. Patricia Campbell Hearst) (нар. 1954) — американська акторка та світська левиця, в 1974 резонансно політично викрадена терористичною ліворадикальною організацією Симбіоністська армія визволення (САВ) та втягнена в її діяльність, зокрема, пограбування банку. 20 січня 2001 повністю помилувана Біллом Клінтоном. Класичний приклад стокгольмського синдрому, в який суд не повірив та проігнорував юридичний захист підсудної на основі висновків психіатричної експертизи про ПТСР у неї.

## Біографія
Онука американського мільярдера і газетного магната Вільяма Рендольфа Герста.
У лютому 1974 року 19-річну Герст захопило в університетському містечку Берклі (Каліфорнія) американське ліворадикальне терористичне угрупування Симбіоністська армія визволення (САВ). Герст провела 57 днів у шафі розміром 2 м на 63 см, перші два тижні з зав'язаними очима, перші кілька днів без туалету і з кляпом у роті, щодо неї здійснювали фізичне, психологічне та сексуальне насильство. Початковий план обміняти заручницю на двох членів угруповання, які відбували тюремне ув'язнення за скоєне групою політичне вбивство, провалився при першій спробі переговорів з владою.
За звільнення Герст терористи зажадали видачі кожному незаможному жителю Каліфорнії продовольчого пакета в 70 доларів та друку масовим тиражем пропагандистської літератури. Це обійшлося б родині Герст в 400 млн доларів. Сім'я оголосила про неможливість виконання умов САВ і запропонувала виділити 6 млн доларів трьома порціями по 2 млн доларів.

Після того, як сім'я Герст організувала розподіл харчових продуктів на суму 4 млн доларів, і за добу до обіцяного терористами її звільнення під заставу ще 2 млн доларів, угрупування випустило аудіодекларацію, в якій Патрісія Герст проголосила свій вступ до лав Симбіоністської армії визволення і відмовилася повернутися в сім'ю: «Або і далі залишатися в полоні, або використовувати міць САВ і боротися за мир. Я вирішила боротися… Я вирішила залишитися з новими друзями». Згодом виявилося, що Герст погодилася перейти на бік загарбників і перейняла їхні політичні переконання під загрозою вбивства.

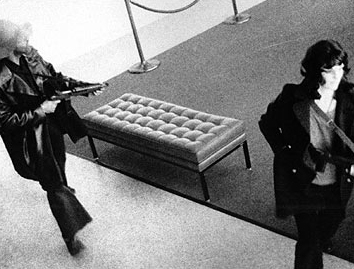
Патрісія Герст (праворуч) під конвоєм лідера САВ Дональда Дефріза (ліворуч) бере участь у пограбуванні банку «Гібернія» в Сан-Франциско, 1974 рік

В САВО Герст отримала бойовий псевдонім «Таня» на честь Тамари (Тані) Бунке (англ. Tania Bunke), загиблої однодумниці Ернесто Че Гевари. Американська преса романтизувала образ заручниці-революціонерки, незаслужено перетворивши її на символ ліворадикального руху 70-х. 15 квітня 1974 року у складі бойової групи САВ Патрісія Герст взяла участь в пограбуванні банку «Хібернія» в Сан-Франциско. Пізніше була залучена в пограбування банку в містечку Кермічел (Каліфорнія), обстріл супермаркету, кілька випадків викрадення автомобілів і захоплення заручників, виробництво вибухівки. Була оголошена в розшук і заарештована 18 вересня 1975 року разом з чотирма іншими членами САВ в результаті облави ФБР.
Після здачі владі і взяття під варту Герст розповіла про насильство над нею з боку терористів і оголосила про примусовий характер своєї діяльності в лавах САВ. Організована рішенням суду психіатрична експертиза підтвердила наявність у Герст посттравматичного розладу психіки, викликаного переживанням інтенсивного страху, безпорадності та крайнього жаху.
Попри це Патрисії Герст єдиній з угруповання пред'явили звинувачення в пограбуванні банку «Гібернія». 20 березня 1976 року її засуджено до семирічного тюремного ув'язнення за участь у пограбуванні банку, попри зусилля адвокатів довести, що вона була жертвою викрадення. Завдяки втручанню президента США Джиммі Картера термін скоротили, а 1 лютого 1979 року вирок скасовано під тиском громадської кампанії підтримки, розгорнутої «Комітетом зі звільнення Патрісії Герст».
Після закінчення терміну ув'знення одружилася зі своїм охоронцем, поліцейським Бернардом Шоу, і живе з сім'єю в передмісті Нью-Йорка. Народила дочок Лідію Марі Герст-Шоу (модель та акторка) і Джилліан Герст-Шоу.
Співпрацювала з ФБР, давши свідчення, що лягли в основу трьох судових процесів у справі САВ, зіграла кілька ролей у кіно і театрі.
20 січня 2001 року Герст отримала повне президентське помилування указом Білла Клінтона.
Випадок Патрісії Герст вважається класичним прикладом стокгольмського синдрому, котрий ще не був добре відомий в 1975 — на початку 1976  і не справив серйозного впливу на перший вирок Герст: суд не повірив висновкам психіатричної експертизи та проігнорував юридичні спроби захистити підсудну.

## У мистецтві
- Abduction (1975) Художній фільм Джозефа Зіто, що експлуатує сюжет викрадення Герст, був знятий по однойменній новелі Джеймса Гаррісона, опублікованої в 1974 році до моменту захоплення Герст.
- Ален Роб-Гріє поклав історію Патрісії Герст в основу свого фільму «Гра з вогнем».
- Пол Шредер у 1988 році зняв фільм «Патті Герст».
- Роберт Зюйдам написав про Патрісію Герст оперу «Заморозки» (1993—1994).
- Її ім'я було згадано у фільмі «Щоденник няні».

### Виноски
1. ↑  У мемуарах Герст, мабуть, помилково, згадується Таня Бурке (англ. Tania Burke)